# Skoki narciarskie

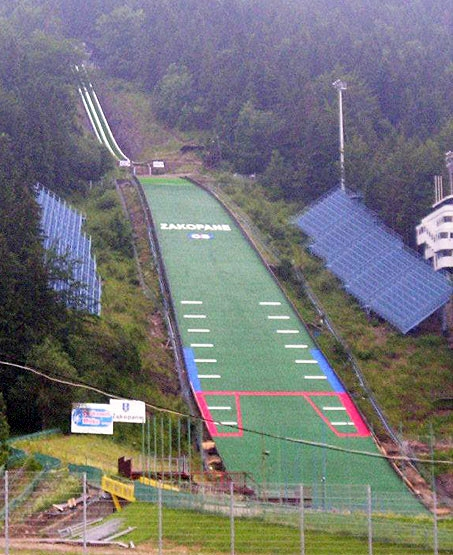
Skocznia narciarska Wielka Krokiew im. Stanisława Marusarza w Zakopanem (największa skocznia w Polsce)

Skoki narciarskie – zimowa dyscyplina sportowa rozgrywana na skoczniach narciarskich od połowy XIX wieku. Skoki narciarskie wraz z biegami narciarskimi oraz kombinacją norweską (połączenie biegów i skoków) należą do rodziny sportów narciarstwa klasycznego. Dyscyplina ta cieszy się popularnością głównie w Europie, szczególnie w krajach nordyckich (w Norwegii i Finlandii) i Europy Środkowej (w Austrii, Czechach, Niemczech, Polsce, Słowenii i Szwajcarii), a poza Europą dyscyplina ta jest popularna głównie w Japonii.
Celem jest wykonanie jak najdłuższego skoku po rozpędzeniu się i odbiciu od progu skoczni. Na największych skoczniach, tzw. mamucich, możliwe są skoki przekraczające 250 metrów (konkurencję tę nazywa się wtedy lotami narciarskimi). Ocenia się odległość uzyskaną przez zawodnika oraz styl skoku i lądowania.
Od 1924 skoki mężczyzn są konkurencją olimpijską na normalnej skoczni, od 1964 także na dużej, a od 1988 rozgrywane są zawody drużynowe; mistrzostwa świata od 1925 na normalnej, od 1962 na dużej, od 1982 drużynowo; od 1972 także mistrzostwa świata w lotach, a od 2004 w ramach tych zawodów organizowane są konkursy drużynowe; od 1953 prestiżowy Turniej Czterech Skoczni, a od 1979 cykl zawodów składających się na Puchar Świata. Rozgrywane są również mistrzostwa świata juniorów. W latach 1997–2010 rozgrywano także Turniej Nordycki, a od 2009 do 2013 rozgrywany był FIS Team Tour. Od 1994 organizowane jest Letnie Grand Prix, czyli cykl zawodów organizowanych w sezonie letnim, będący odpowiednikiem zimowego Pucharu Świata, gdzie skoczkowie rozpędzają się na rozbiegu po porcelanowych torach, a lądują na specjalnym tworzywie – igelicie – pokrywającym zeskok.
Od sezonu 2011/2012 w ramach Pucharu Świata rywalizują również kobiety, dla których dotąd najbardziej prestiżowymi rozgrywkami był Puchar Kontynentalny. Wchłonął on w 2004 dotychczasowy najważniejszy cykl kobiecy, FIS Ladies Winter Tournee, rozgrywany od 1999, początkowo pod nazwą FIS Ladies Grand Tournee. Od 2009 skoki kobiet weszły w program mistrzostw świata, a w 2014 skoki kobiet zadebiutowały w programie igrzysk olimpijskich. Od 2012 organizowane jest również Letnie Grand Prix kobiet.
Rekord świata w długości skoku należy do Ryōyū Kobayashiego, który 24 kwietnia 2024 na imprezie zorganizowanej przez firmę Red Bull na doraźnie utworzonej skoczni w Akureyri uzyskał 291 metrów. Rekord świata w imprezach pod egidą FIS należy do Domena Prevca, który 30 marca 2025 uzyskał 254,5 m w Planicy.

## Historia

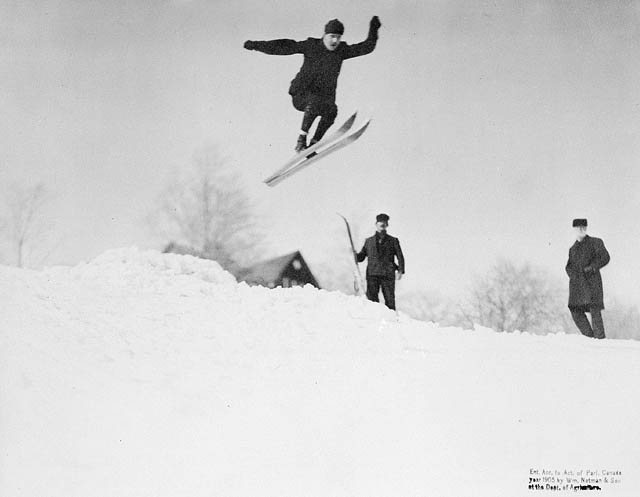
Skok w 1905

Miejscem, w którym narodziły się zimowe konkurencje klasyczne, w tym także skoki, jest Norwegia. Tam właśnie pojawili się narciarze, wykorzystujący „dwie deski” nie tylko do biegania, ale i skakania. Jednymi z nich byli Sondre Norheim z Telemarku, oraz pierwszy rekordzista w długości skoku narciarskiego Olaf Rye. Pierwszy klub narciarski, Trysil Shooting and Skiing Club, założono na początku lat sześćdziesiątych XIX wieku. W tym samym czasie zorganizowano pierwsze zawody narciarskie „Holmenkollen Nordic”, które z czasem zyskały miano igrzysk nordyckich. Pierwsza większa skocznia została zbudowana w Holmenkollen, gdzie 31 stycznia 1892 rozegrano pierwszy konkurs skoków, podczas którego najdalej skoczył Arne Ustvedt (21,5 metra). Szybko popularność poza Norwegią skoki zyskały także w Finlandii i Szwecji, a poza Skandynawią znalazły uznanie w Austrii, Szwajcarii i pozostałych krajach alpejskich.

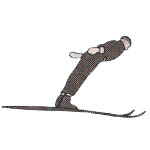
Styl aerodynamiczny, zapoczątkowany przez Jacoba Tullina Thamsa

Początki skoków w Polsce to rok 1908, kiedy to przeprowadzono konkurs skoków w Sławsku (wygrał zawodnik „Czarnych Lwów” Leszek Pawłowski). Pierwsza z prawdziwego zdarzenia skocznia powstała we Lwowie w 1910. Natomiast pierwsza duża skocznia (jak na owe czasy) pojawiła się w dolinie Jaworzynce, oficjalnie otwarta 8 marca 1921. Przez wiele kolejnych lat cieszyła się ona wielkim zainteresowaniem. Trenowali na niej m.in. Aleksander Rozmus, Bronisław Czech i Stanisław Marusarz. W 1925 zrealizowano pomysł budowy wielkiej, nowoczesnej skoczni na Krokwi w Zakopanem, dzięki staraniom działacza sportowego i architekta w jednej osobie – Karola Stryjeńskiego. Uroczystość otwarcia miała miejsce 22 marca, a pierwsze zawody wygrał Stanisław Gąsienica-Sieczka skokiem na 36 m, co było nowym rekordem Polski. Na Wielkiej Krokwi można było osiągać większe odległości niż na skoczni w Jaworzynce.
Na 1911 rok notuje się pierwszy oficjalny skok w wykonaniu kobiety. Pierwszą rekordzistką świata w długości kobiecego skoku narciarskiego została austriacka hrabina, Paula von Lamberg, która uzyskała 22 metry.
W lutym 1924 odbyły się I Zimowe Igrzyska Olimpijskie w Chamonix. Najlepsi w konkursie skoków byli Norwegowie zajmując całe podium, a złotym medalistą został Jacob Tullin Thams, który skoczył dwa razy na odległość 49 metrów. Wykorzystał on nowy styl, silnie pochylając się do przodu.
Pierwsze polskie sukcesy pojawiły się w 1936 na IV Zimowych Igrzyskach Olimpijskich w Garmisch-Partenkirchen. Stanisław Marusarz skoczył wtedy 73 i 75,5 metra i zajął 5. miejsce. W tym samym roku powstała największa mamucia skocznia w Planicy, na której 15 marca została złamana bariera 100 metrów. Dokonał tego Austriak Josef Bradl, który tego dnia uzyskał 101 metrów.

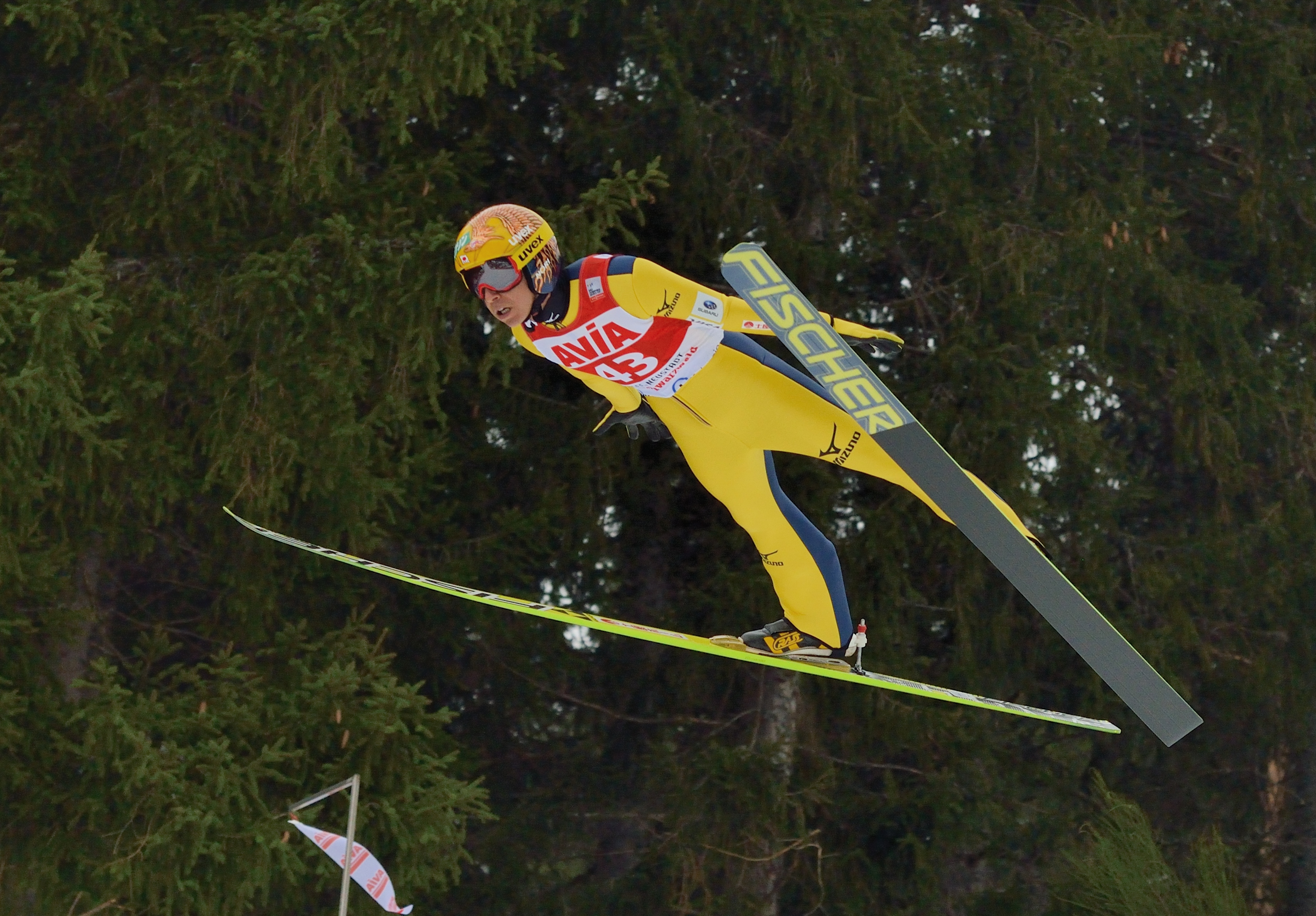
Noriaki Kasai podczas lotu stylem „V” (2016)

Przez lata zmieniała się technika skoku. Na początku zawodnicy skakali „na stojąco”, wymachując rękami. W latach dwudziestych zaczęli przyjmować bardziej aerodynamiczną sylwetkę, pochylając się do przodu. Po wojnie, w latach pięćdziesiątych, trzymali ręce wyciągnięte przed siebie (taką techniką skakał m.in. mistrz olimpijski z 1960 – Helmut Recknagel), by po jakimś czasie układać je wzdłuż tułowia, co jest normą do dzisiaj. Ostatnią wielką rewolucją była zmiana ustawienia nart. Zapoczątkował ją w 1985 Szwed Jan Boklöv, który jako pierwszy odnosił sukcesy międzynarodowe skacząc stylem „V” (narty podczas lotu nie są ustawione równolegle do siebie, tylko tworzą kształt litery V). Początkowo Szwed był karany przez sędziów otrzymując niższe noty za styl wykonywanego skoku. Pomimo uzyskiwanych znacznie dłuższych odległości od rywali przegrywał właśnie poprzez ocenę stylu przez sędziów. Podczas igrzysk olimpijskich w Albertville w 1992 oba style uznano za dozwolone. Zmiana ta uczyniła skoki bezpieczniejszymi dla samych zawodników (zmniejszona prędkość przy lądowaniu), a przy tym dłuższymi. Stylem V posługiwał się już wcześniej Polak ze Szklarskiej Poręby Mirosław Graf, jednak bez większych sukcesów. Mimo to Jan Boklöv, a nie on, jest uznawany za prekursora nowej techniki.
W latach 50. XX wieku skocznie narciarskie zaczęły być wyposażane w igelit, dzięki czemu możliwe jest uprawianie tej dyscypliny przez cały rok.

## Rekordy świata (od 1808 do 1900)
| Lp. | Data | Zawodnik                       | Miejsce  | Odległość |
| --- | ---- | ------------------------------ | -------- | --------- |
| 1.  | 1808 | Olaf Rye                       | Eidsberg | 9,5 m     |
| 2.  | 1868 | Sondre Norheim                 | Skien    | 19,5 m    |
| 3.  | 1879 | Olaf Haugann                   | Oslo     | 20,0 m    |
| 4.  | 1881 | Sveinung Svalastoga            | Oslo     | 22,0 m    |
| 5.  | 1890 | Mikkjel Hemmestveit            | Red Wing | 31,1 m    |
| 6.  | 1893 | Torjus Hemmestveit             | Red Wing | 31,4 m    |
| 7.  | 1899 | Morten Hanssen Asbjørn Nilssen | Bærum    | 32,5 m    |
| 8.  | 1900 | Olaf Tandberg                  | Bærum    | 35,5 m    |

## Zasady

### Ocena skoku

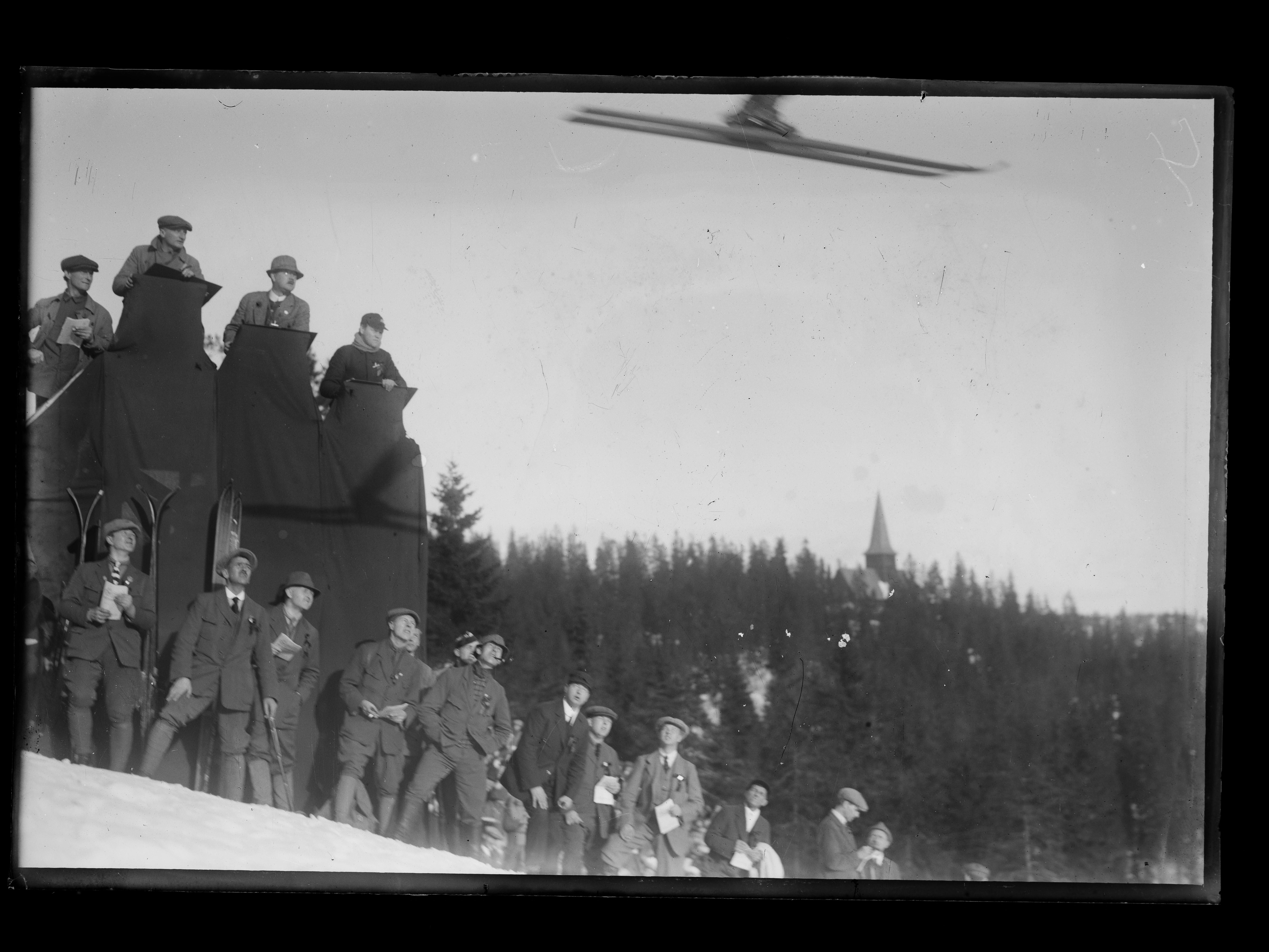
Trzech sędziów oceniających skoki na skoczni Holmenkollbakken w Oslo (Norwegia) podczas Festiwalu Narciarskiego w Holmenkollen 1918

Zgodnie z zasadami ustalonymi przez FIS, skoki oceniane są na podstawie noty łącznej, która jest sumą punktów otrzymanych za odległość i styl. W przypadku punktów za odległość, zasadniczo za osiągnięcie punktu konstrukcyjnego przyznawane jest 60 pkt, jednak nie jest to górna granica i za dłuższe skoki można uzyskać ich więcej. Z kolei w przypadku punktów za styl, 60 pkt jest wartością maksymalną. Gdyby suma punktów uzyskanych za odległość i styl była ujemna, nota za skok wynosi 0 punktów.
Jeśli w zawodach stosowany jest system kompensacji wiatru i platformy startowej, to w skład noty łącznej wchodzą również punkty dodatnie lub ujemne kompensujące wpływ wiatru lub zmiany platformy startowej w trakcie trwania konkursu. W zawodach Pucharu Świata mężczyzn system ten wykorzystywany jest od zawodów na skoczni mamuciej w Oberstdorfie w sezonie 2009/2010, jednak nie został użyty podczas Zimowych Igrzysk Olimpijskich 2010.
Na zawodach międzynarodowych rangi mistrzowskiej, system oceny skoku oparty na punktach za odległość i styl został wykorzystany po raz pierwszy w czasie mistrzostw świata w 1929. Poprzednio próba konkursowa była oceniana wyłącznie na podstawie not sędziów, którzy w swojej ocenie uwzględniali jednak zarówno styl, jak i odległość skoku. Na zawodach krajowych stary system oceniania był wykorzystywany jeszcze podczas mistrzostw Polski w 1930.

#### Punkty za odległość

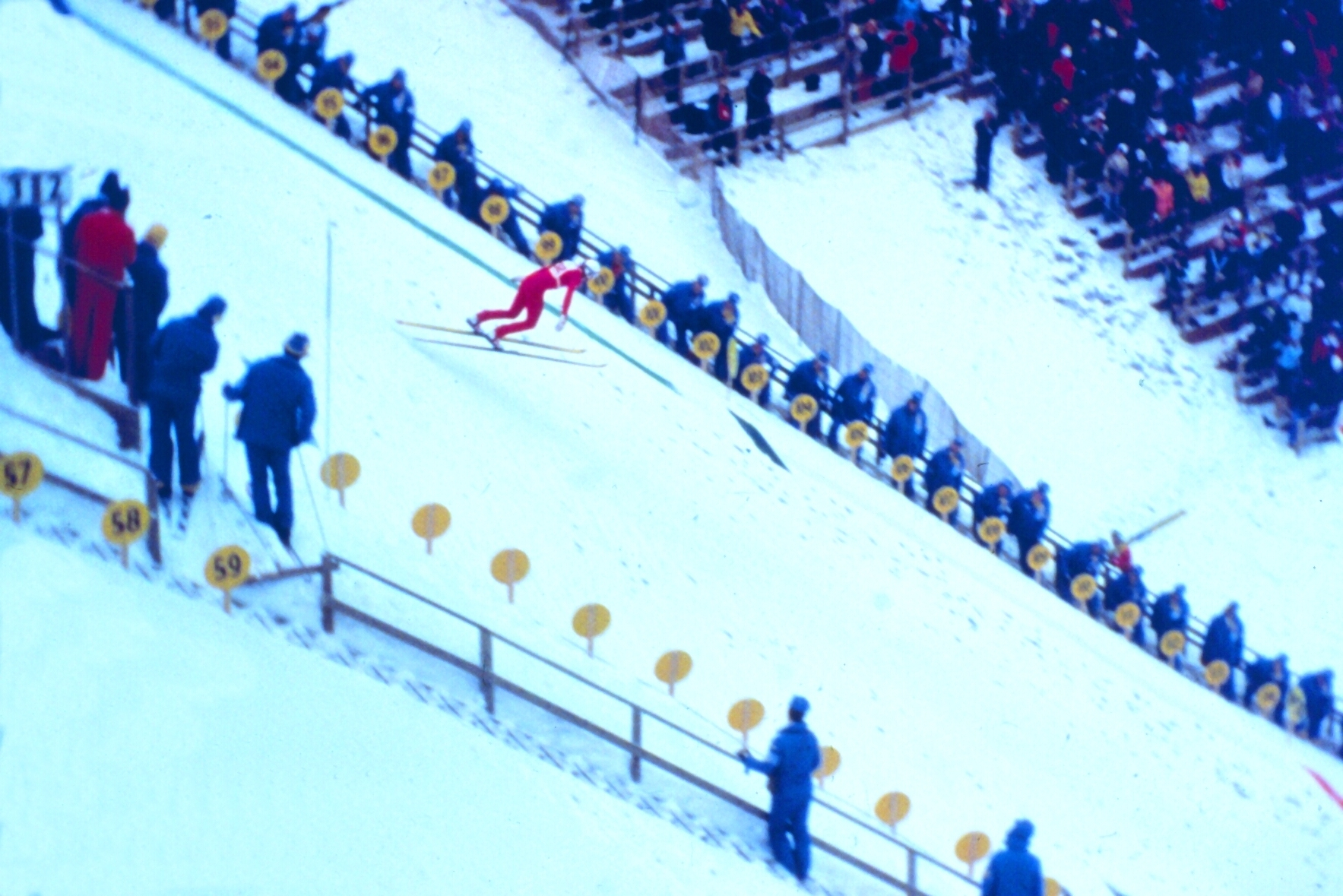
Sędziowie mierzący odległość rozmieszczeni wzdłuż zeskoku skoczni dużej MacKenzie Intervale w Lake Placid (USA) w czasie Zimowych Igrzysk Olimpijskich 1980

Długość skoku mierzona jest od progu skoczni do miejsca, w którym obie stopy zawodnika w pełni zetknęły się z zeskokiem. Jeśli stopy są od siebie oddalone, punktem odniesienia jest środek między nogami. W przypadku lądowania nietypowego lub upadku, punktem pomiarowym jest odpowiednio miejsce pełnego zetknięcia z zeskokiem pierwszej stopy lub pierwsze miejsce zetknięcia się z zeskokiem dowolnej części ciała.
Pomiar odległości może być przeprowadzany przez osoby stojące wzdłuż zeskoku lub za pomocą urządzeń technicznych – w obu przypadkach jest wykonywany z dokładnością do 0,5 metra. Pomiar z użyciem systemu technicznego zastosowano po raz pierwszy w czasie Zimowych Igrzysk Olimpijskich w 1998.
Zawodnik otrzymuje notę bazową w wysokości 60 pkt (120 pkt na skoczniach mamucich) za osiągnięcie odległości punktu tabelarycznego (ang. table point – TP), zwanego potocznie również punktem kalkulacyjnym (ang. calculation point). Współcześnie jego rolę pełni punkt konstrukcyjny (punkt K, ang. construction point). Za skoki dłuższe dodaje się, a za skoki krótsze odejmuje odpowiednią liczbę punktów. Obecnie jest ona uzależniona od odległości, na jakiej położony jest punkt konstrukcyjny, zgodnie z poniższą tabelą:
| Położenie punktu konstrukcyjnego | Liczba punktów za metr |
| -------------------------------- | ---------------------- |
| 20–24 m                          | 4,8 pkt / m            |
| 25–29 m                          | 4,4 pkt / m            |
| 30–34 m                          | 4,0 pkt / m            |
| 35–39 m                          | 3,6 pkt / m            |
| 40–49 m                          | 3,2 pkt / m            |
| 50–59 m                          | 2,8 pkt / m            |
| 60–69 m                          | 2,4 pkt / m            |
| 70–79 m                          | 2,2 pkt / m            |
| 80–99 m                          | 2,0 pkt / m            |
| 100–134 m                        | 1,8 pkt / m            |
| 135–164 m                        | 1,6 pkt / m            |
| 180 m i więcej                   | 1,2 pkt / m            |

Pierwotnie za odległość można było otrzymać maksymalnie 60 pkt. W zależności od regulaminu zawodów, przyznawano je na podstawie najdłuższego skoku konkursu lub serii, albo innej odległości uznawanej za maksymalną. Zimowe Igrzyska Olimpijskie w 1964 były pierwszymi, na których ta zasada uległa zmianie. Dopuszczono uzyskanie ponad 60 pkt za odległość, a zarazem długość odpowiadająca 60 punktom była wyznaczana przed rozpoczęciem każdej serii. Od kolejnych Igrzysk 60 pkt przyznawano za osiągnięcie odległości punktu tabelarycznego, który znajdował się w połowie dystansu pomiędzy punktem normatywnym (punkt P, ang. norm point lub datum point) a punktem krytycznym (punkt K, ang. critical point). Od Zimowych Igrzysk Olimpijskich w 1984 za punkt kalkulacyjny służy punkt K.

#### Punkty za styl

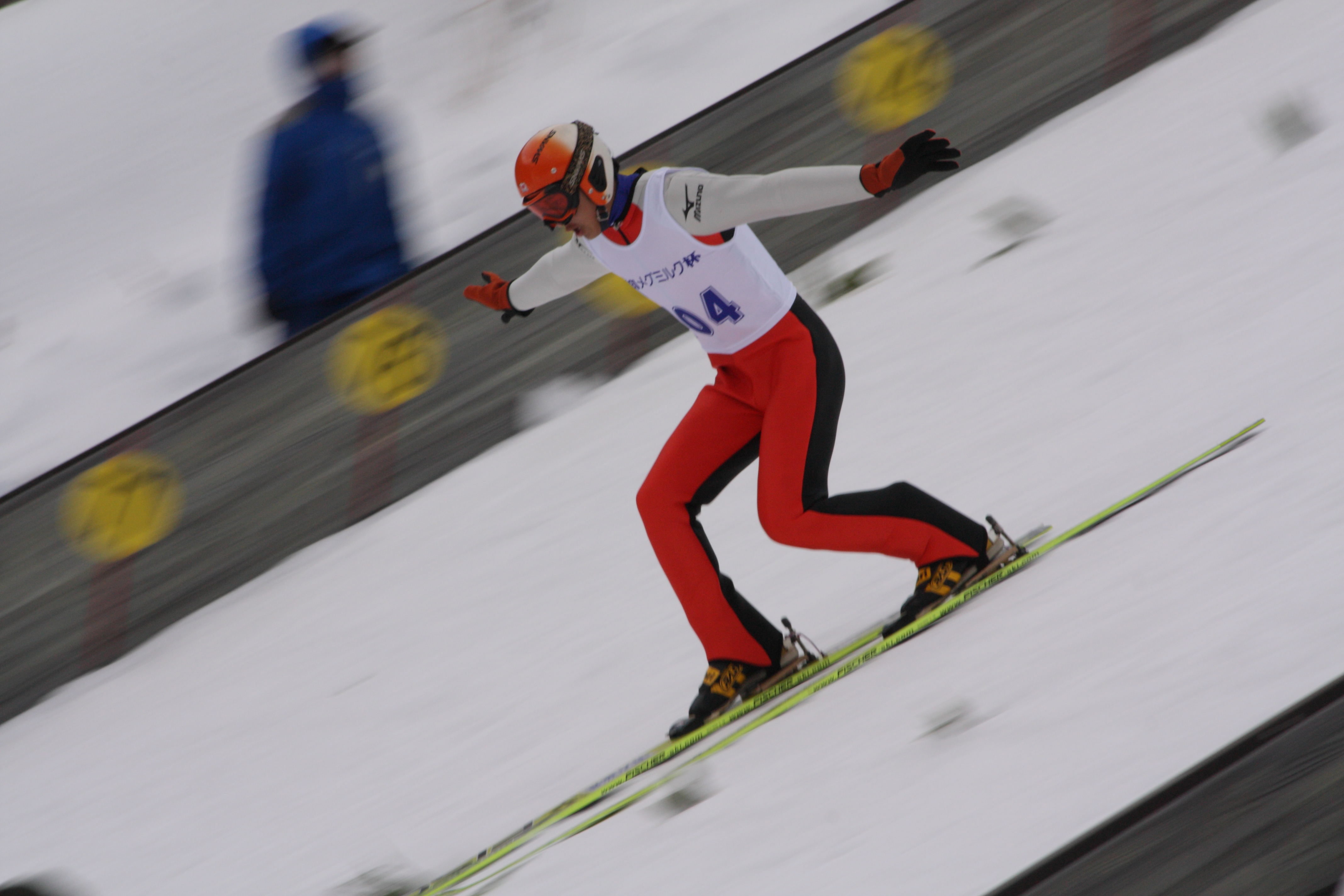
Poprawność wykonania lądowania telemarkowego jest jedną z ocenianych części skoku

Punkty za styl przyznawane są przez pięciu sędziów, przy czym najwyższej i najniższej z pięciu not nie bierze się pod uwagę, pozostałe trzy są sumowane. Łącznie za styl można uzyskać maksymalnie 60 pkt.
Aktualne zasady oceny ustalone zostały w 2012 w Kangwonland w Korei:
- Za błędy w fazie lotu sędzia może odjąć maksymalnie 5 punktów. Oceniane są: płynne przejście do fazy lotu, symetryczna i stabilna pozycja w jej trakcie, zapoczątkowanie lądowania w odpowiednim momencie.
- W fazie lądowania z noty sędziego stracić można również 5 punktów, przy czym 2 punkty odejmuje się w przypadku lądowania bez telemarku.
- Najwięcej punktów można utracić w fazie odjazdu. Całkowity upadek oznacza odjęcie przez sędziego 7 punktów. Za dotknięcie jakąś częścią ciała zeskoku odejmowanych jest 4–5 punktów. Przyjęcie przed przekroczeniem granicy upadków nieprawidłowej pozycji ciała powoduje odjęcie 0,5–3 punktów.
- Zachowanie skoczka na wybiegu poza granicą upadków nie jest oceniane przez sędziów.

System oceniania skoku, w którym dwie skrajne noty sędziowskie są odrzucane, wprowadzono ustaleniami Kongresu FIS w 1946 roku. Jednocześnie liczbę sędziów oceniających skok na zawodach międzynarodowych zwiększono wówczas do pięciu – poprzednio było ich tylko trzech, a w skład łącznej punktacji za skok wchodziły wszystkie trzy noty. Zimowe Igrzyska Olimpijskie 1948 były więc pierwszymi, na których skoki oceniało pięciu sędziów.

### Sprzęt
Zawodnicy wyposażeni są w następujący sprzęt:
- narty – zdecydowanie dłuższe i szersze od biegówek. Nie mogą jednak być dłuższe niż 146% wzrostu zawodnika, a ich szerokość nie może przekraczać 105 mm pod wiązaniami i 115 mm przy końcach (dokonując pomiarów 30 cm od końców)
- wiązania – podczas upadku powinny odpiąć buty od nart, co zmniejsza ryzyko kontuzji. Zawodnik, dzięki ruchomej tylnej części, może zmieniać kąt nachylenia ciała względem nart, co umożliwia znalezienie optymalnej pozycji w locie. Montowanie wiązań jest określone przepisami, m.in. od początku narty do początku buta obowiązuje odległość 57% długości całej narty
- buty – pozwalają utrzymać stopę we właściwym położeniu, a jednocześnie nie ograniczają ruchów. Wykonane ze skóry
- kombinezon – może mieć maksymalnie grubość 5 mm. Obowiązujące od sezonu 2012/2013 rozmiary kombinezonów są równe z wymiarami ciała zawodnika. Aby to sprecyzować FIS ustalił miejsca kontroli obwodów (m.in. obwód ramienia, uda, klatki piersiowej, obwód w pasie)
- kask
- gogle
- rękawice

### Przedskoczek
W skokach narciarskich jest to skoczek, który nie bierze udziału w zawodach, a jego celem jest testowanie skoczni, szczególnie w trudnych warunkach atmosferycznych. Przedskoczkowie wykorzystywani są też do testowania nowych skoczni lub po ich modernizacji.
Przedskoczkowie startują przed rozpoczęciem serii konkursowych, żeby pomóc jury dobrać odpowiednią długość rozbiegu i przetestować warunki. Skaczą oni podczas przerw w zawodach np. aby przetrzeć zalegający w torach najazdu śnieg.
Zdarza się, że przedskoczkiem jest starszy, często utytułowany zawodnik, który już zakończył karierę sportową. W 1964 roku podczas Turnieju Czterech Skoczni w Garmisch-Partenkirchen przed oficjalnym rozpoczęciem konkursu honorowy skok oddał Stanisław Marusarz – miał wówczas 51 lat.

### Startowanie zawodników
Po kontrowersyjnej dyskwalifikacji Janne Ahonena za skok po czasie, która miała miejsce 28 listopada 2010 na skoczni w Ruce, podjęto z inicjatywy Hannu Lepistö dyskusję między trenerami i kapitanami drużyn, w obecności członków FIS. Ustalono, iż zielone światło nie będzie więcej oznaczało dla skoczka konieczności oddania skoku. Jeśli trener zauważy niebezpieczeństwo albo niesprawiedliwe warunki atmosferyczne, to wtedy zielone światło może być przez niego wyłączone, natomiast nowa możliwość rozpoczęcia startu zostanie wyznaczona przez jury. Zasady te wprowadzono po raz pierwszy 30 listopada 2010 w kwalifikacjach na skoczni Puijo w Kuopio.

### Przebieg konkursu

#### Indywidualny
Przed zawodami rozgrywane są kwalifikacje, które wyłaniają 50 (skocznia duża lub normalna) bądź 40 (skocznia do lotów narciarskich) zawodników uczestniczących w konkursie. Od sezonu 2007/2008 do sezonu 2016/2017 automatyczną kwalifikację otrzymywali zawodnicy znajdujący się w pierwszej dziesiątce (a wcześniej przez kilka lat piętnastce) klasyfikacji Pucharu Świata. Jeśli jacyś zawodnicy z czołowej dziesiątki (a wcześniej piętnastki) klasyfikacji generalnej nie brali udziału w konkursie, automatyczną kwalifikację otrzymywali zawodnicy zajmujący kolejne miejsca w PŚ, dopełniając liczbę zawodników, niemuszących się kwalifikować, do dziesięciu.
W konkursie odbywają się dwie serie skoków (wyjątkiem jest konkurs indywidualny na mistrzostwach świata w lotach narciarskich, gdzie rozgrywane są cztery serie). W drugiej serii konkursu skacze 30 najlepszych zawodników z serii pierwszej w kolejności odwrotnej do miejsca zajmowanego po serii pierwszej.
Dodatkowo do drugiej serii bądź samego konkursu zostają dopuszczeni zawodnicy, którzy w pierwszej serii (kwalifikacjach) uzyskali co najmniej 95% odległości najlepszego zawodnika, lecz nie uzyskali wystarczającej liczby punktów potrzebnych do kwalifikacji z powodu upadku. (Dosłowna interpretacja tego przepisu doprowadziła do kuriozalnej sytuacji w kwalifikacjach jednego z konkursów, gdy do konkursu został dopuszczony zawodnik, który upadł, zaś nie weszli do niego skoczkowie, którzy polecieli dalej od niego, lecz nie uzyskali wystarczającej do uzyskania kwalifikacji liczby punktów.)
W przypadku uzyskania przez kilku zawodników takiej samej noty w konkursie, wszystkim przyznaje się punkty za miejsce, na którym są sklasyfikowani (punkty za miejsca, które by zajęli, nie są przyznawane). Np. jeśli dwaj zawodnicy zajmują pierwsze miejsce, dostają po 100 pkt, a następny 60 pkt.
W przypadku, kiedy warunki nie pozwalają na dalsze rozgrywanie konkursu, jury może postanowić o odwołaniu niektórych z serii skoków. Zwycięzcą zawodów zostaje skoczek, który uzyska najwyższą łączną notę punktową za skoki we wszystkich zakończonych seriach.
Specyficzne zasady rozgrywania pierwszej serii konkursu obowiązują na zaliczanym do punktacji Pucharu Świata Turnieju Czterech Skoczni. Zawodnicy skaczą w parach, dobieranych na podstawie wyników kwalifikacji (suma miejsc zawodników w parze jest równa 50). Gdy dwoje zawodników z pary ma tę samą notę, awansuje ten, który zajął wyższe miejsce w kwalifikacjach. Do serii drugiej awansują wszyscy zwycięzcy par, oraz 5 przegranych z najlepszymi wynikami (tzw. Lucky Losers).

#### Konkurs drużynowy
Drużyny składają się z 4 zawodników. W konkursie odbywają się dwie rundy po cztery serie skoków. W każdej rundzie każdy z członków drużyny oddaje jeden skok, po jednym skoczku z każdej drużyny na serię. Kolejność startu członków drużyny jest ustalona i nie może się zmieniać pomiędzy rundami.
W drugiej rundzie konkursu startuje 8 najlepszych drużyn z rundy pierwszej (chyba że na 8. miejscu znajdują się ex aequo dwie lub więcej drużyn).
W przypadku, kiedy warunki nie pozwalają na dalsze rozgrywanie konkursu, jury może postanowić o odwołaniu drugiej rundy skoków. Zwycięzcą zawodów zostaje drużyna, która uzyska najwyższą łączną notę punktową za skoki wszystkich jej członków we wszystkich zakończonych rundach.

## Zawody
Zawodami najwyższej rangi są igrzyska olimpijskie, mistrzostwa świata w skokach narciarskich, mistrzostwa świata w lotach narciarskich, Turniej Czterech Skoczni, Puchar Świata w skokach narciarskich i Letnie Grand Prix.

### Skoki narciarskie na igrzyskach olimpijskich
Rozgrywane co 4 lata (wyjątkiem była sytuacja w której nastąpiła zmiana lat rozgrywań igrzysk, przez co różnica w rozgrywaniu ich wynosiła 2 lata), w lata parzyste, zadebiutowały w 1924 na skoczni dużej i w 1964 na skoczni normalnej, oraz 1988 roku na skoczni dużej jako konkurs drużynowy. Najwięcej medali w zawodach indywidualnych, po cztery, zdobyło trzech skoczków: Simon Ammann, który czterokrotnie został mistrzem olimpijskim, Matti Nykänen, mający w dorobku indywidualnie trzy złote medale i jeden srebrny oraz Adam Małysz (trzy srebrne medale i jeden brązowy). Trzech zawodników zdobyło indywidualnie złoty medal dwukrotnie w trakcie jednych igrzysk. Pierwszym z nich był Matti Nykänen w 1988, drugim Simon Ammann w 2002 i 2010, a trzecim Kamil Stoch w 2014.

### Mistrzostwa świata
Rozgrywane co 2 lata, w lata nieparzyste, w ramach mistrzostw świata w narciarstwie klasycznym. Obejmują zawody indywidualne na skoczni dużej od 1925 i normalnej od 1962 roku (od 2009 także kobiet). Zawody drużynowe na skoczni dużej rozgrywane są od 1982 roku. W latach 2001, 2005 i 2011 rozegrano także konkurs drużynowy na skoczni normalnej, a od 2013 na tej wielkości obiekcie po raz pierwszy odbył się drużynowy konkurs mieszany.

### Mistrzostwa świata w lotach narciarskich
Rozgrywane co 2 lata, w lata parzyste. Obejmują zawody indywidualne od 1972 i drużynowe od 2004 roku na skoczni mamuciej.

### Puchar Świata
Rozgrywany corocznie od sezonu 1979/1980, w okresie od listopada do marca (sezon 2022/2023 zakończył się w kwietniu) (ok. 30-40 konkursów). Żeby uzyskać możliwość startu w Pucharze Świata, skoczek musi najpierw zdobyć punkty w Pucharze Kontynentalnym. Od sezonu 2011/2012 także u kobiet.
W ramach Pucharu Świata organizowane są następujące imprezy:
- Turniej Czterech Skoczni – rozgrywany od 1953, jeszcze przed rozpoczęciem organizowania Pucharu Świata. Rozgrywany jest na przełomie grudnia i stycznia. Obejmuje cztery konkursy skoków (na skoczniach w Oberstdorfie, Garmisch-Partenkirchen, Innsbrucku i Bischofshofen)
- Puchar Świata w lotach narciarskich – rozgrywany w sezonach 1990/1991–2000/2001 i ponownie od sezonu 2008/2009
- Raw Air – rozgrywany począwszy od sezonu 2016/2017
- Planica 7 – rozgrywany począwszy od sezonu 2017/2018
- PolSKI Turniej – rozgrywany w sezonie 2023/2024

Dawniej rozgrywano także:
- Puchar KOP – rozgrywany w latach 1972–2015
- Turniej Nordycki – rozgrywany w latach 1997–2010 na początku marca w krajach skandynawskich (Lahti, Kuopio, Lillehammer, Oslo, początkowo także Falun)
- FIS Team Tour – rozgrywany od 2009 do 2013 w lutym lub na przełomie stycznia i lutego. Obejmował pięć konkursów skoków – trzy indywidualne i dwa drużynowe na niemieckich skoczniach (Willingen, Klingenthal, Oberstdorf
- Willingen Five – rozgrywany od 2018 do 2021; w 2021 roku rozgrywany pod nazwą Willingen Six
- Titisee-Neustadt Five – rozgrywany w sezonie 2019/2020

### Letnie Grand Prix
Letnie Grand Prix to najważniejszy cykl zawodów letnich, organizowany corocznie od 1994 roku w okresie od lipca do października. Zawody odbywają się na skoczniach pokrytych sztuczną nawierzchnią (tradycyjnie nazywaną igelitem).
- W latach 2006–2010 w ramach LGP rozgrywany był Turniej Czterech Narodów. Obejmował on cztery konkursy skoków (na skoczniach w Hinterzarten, Courchevel, Pragelato[a], oraz Einsiedeln).
- W 2011 w ramach LGP rozegrany został Lotos Poland Tour na trzech polskich skoczniach.

### Puchar Kontynentalny
Puchar Kontynentalny jest uznawany jako „zaplecze” Pucharu Świata. Cykl odbywa się w tym samym czasie i na takich samych zasadach, ale bez kwalifikacji do poszczególnych konkursów. Rozgrywane są puchary letni i zimowy z oddzielnymi klasyfikacjami generalnymi. Żeby uzyskać możliwość startu w Pucharze Kontynentalnym, skoczek musi najpierw zdobyć punkty w cyklu zwanym FIS Cup. Pierwszy Puchar Kontynentalny został zorganizowany w sezonie 1991/1992.
Puchar Kontynentalny kobiet rozgrywany jest od sezonu 2004/2005 i do sezonu 2010/2011 włącznie były to zawody najwyższej rangi w skokach narciarskich kobiet.

### Letni Puchar Kontynentalny
Rozgrywany corocznie od 2002 roku.

### Puchar FIS
FIS Cup to „trzecia liga” skoków narciarskich, stworzona głównie dla młodych zawodników. Jest przepustką do Pucharu Kontynentalnego i Pucharu Świata. Pierwszy Puchar FIS odbył się w sezonie 2005/2006.

### Mistrzostwa świata juniorów
Rozgrywane corocznie obejmują zawody indywidualne na skoczni normalnej od 1979 (od 2006 także kobiet). Zawody drużynowe rozgrywane są od 1986. W latach 2012–2015 były rozgrywane zawody drużynowe kobiet, które zostały zastąpione drużynowym konkursem mieszanym (mixem).

### Uniwersjada
Skoki narciarskie są częścią Zimowej Uniwersjady od początku jej rozgrywania, czyli od 1960 (nie odbyły się jedynie w 1975). Początkowo rozgrywano jeden konkurs – mężczyzn, na skoczni normalnej. W 1987 do programu dołączono skoki mężczyzn na skoczni dużej (nie rozegrano w 1989 i 1995) oraz konkurs drużynowy mężczyzn (nie rozegrano w 1993). Od 2005 rozgrywany jest też konkurs kobiet na skoczni normalnej.